# 997 w polityce
Wydarzenia polityczne w 997 roku.
- Al-Mansur Ibn Abi Aamir zdobył Santiago de Compostela[1]
- Stefan I Święty został królem Węgier[1].

## Zmarli
- 1 lutego – Gejza – książę węgierski[1] z dynastii Arpadów.
- 23 kwietnia – Święty Wojciech – biskup praski, zamordowany przez Prusów podczas wyprawy misyjnej[1].